# 和泉義治
和泉 義治（いずみ よしはる、1982年4月23日 ‐ ）は、山梨放送のアナウンサー。元ラジオ福島アナウンサー。栃木県出身、栃木県立石橋高等学校、都留文科大学卒業。アナウンススクール・山本勉強会出身。

## 来歴
2006年、アナウンサーとしてラジオ福島入社。
2009年4月1日、制作報道部に異動。異動後もアナウンサーとしての出演があった。
2011年、ラジオ福島退社。
2011年12月、山梨放送に報道記者として中途入社。
2013年4月、アナウンス部に異動。
2023年3月1日、アナウンス部副部長に就任した。

## 人物・エピソード
- 10秒で寿司を握ることを特技とする[4][注 1]。
- ロックバンドでボーカルを務めていた元バンド少年。
- 2011年、ラジオ福島勤務時に東日本大震災を経験したことから、「放送を通じて災害から人々を守る」という思いを胸に誓った[5]。その後、防災士の資格を取得した。
- 2020年度 担当していた『ラララ♪モーニング』木曜、10時台のフリートークの時間帯に虫の話題を話したところ、リスナーから虫に関する投稿が多く寄せられ、「虫のコーナー」として盛り上がりを見せた[6]。
- 2021年度 担当していた『ひる前らじお うるさごぜん』では、「和泉のロック魂」というコーナーを持っており[7]、前述の通りロック音楽に対する造詣が深さを披露していた。
- 2022年3月6日放送 YBSラジオ「ホワイトデーSpecial 千絵・絵美・義治の恋のから騒ぎ!?」出演時に、その実直な人柄が一部リスナーからの強い好感を集め、以後「俺たちのよしはる」と呼ばれ、親しまれるようになった[8][9][10]。なお、本人もそう呼ばれることに戸惑いつつも気に入っている様子である[11]。また、YBSラジオではradikoで配信するJリーグ中継の放送は基本サービスのみであり、タイムフリーでは聴くことができない旨を告知するPRでは。「俺たちのよしはるです！」と自ら名乗っている。

## 受賞歴
2018年度 第44回アノンシスト賞・優秀賞（ラジオスポーツ実況部門）を受賞。

## 出演番組

### 山梨放送時代
テレビ
- やまなしマルシェ
  - 水越千尋と（2022年4月 - 2023年3月）
  - 大澤真依と（2023年4月 - 9月）
  - 今田舞、奥田歩美（隔週交代）と（2024年10月 - ）[13]
- 子育て日記
- YBSニュース
- ててて!TV
  - 月・火曜日MC（2013年4月1日 - 2015年3月24日）
  - 中継リポーター（2015年4月 - 2017年3月）
  - 月-金曜日MC（2017年4月3日 - 2019年3月29日）
  - 月・火曜日MC（2019年4月1日 - 2021年3月16日）
- 24時間テレビ 愛は地球を救う46（2023年） - 山梨放送メインパーソナリティ（岡本桃香と担当）[14]

#### テレビドラマ
- 降り積もれ孤独な死よ 第7話（2024年8月18日、読売テレビ・日本テレビ系） - アナウンサー 役[15]
- ホットスポット 第4話（2025年2月2日、日本テレビ系） - 通販番組のMC 役[16]

ラジオ
- 909morning
  - 月曜日担当（2025年3月31日 - ）
- 甲府Shiny Town（2023年度、2024年度）
- YBSラジオニュース
- ラララ♪モーニング
  - 金曜日担当（2015年度、2021年度）
  - 月曜日担当（2016年度、2023年度）
  - 木曜日担当（2019年度 - 2020年度）
  - 水曜日担当（2023年10月 - 2025年3月）
- ひる前らじお うるさごぜん
  - 月曜日担当（2021年度）
- はみだし しゃべくりラジオ キックス
  - 水曜日担当（水越千尋と、2021年度）

### ラジオ福島時代
- ニュース
- 福島TODAY、他